# La Bégude-de-Mazenc
La Bégude-de-Mazenc település Franciaországban, Drôme megyében. Lakosainak száma 1739 fő (2022. január 1.). La Bégude-de-Mazenc Aleyrac, La Bâtie-Rolland, Charols, Cléon-d’Andran, Le Poët-Laval, Portes-en-Valdaine, Saint-Gervais-sur-Roubion, Salettes és Souspierre községekkel határos.

## Népesség
A település népességének változása:
| Lakosok száma | 980  | 1021 | 1053 | 1395 | 1634 | 1684 | 1656 | 1654 | 1656 | 1739 |
|               | 1968 | 1982 | 1990 | 2006 | 2013 | 2015 | 2017 | 2019 | 2020 | 2022 |